# Bokashi (compostage agricole)
Pour les articles homonymes, voir Bokashi (homonymie).
Le compostage agricole Bokashi est un procédé de compostage traditionnel japonais propre à l'agriculture biologique japonaise. Il consiste en un précompostage aérobique rapide et à basse température (inférieur à 50°C) de déchets et résidus organiques de fermes. Il est très populaire en Amérique du Sud sous l'appellation Bocashi au Salvador et Guatemala ou Bocachi en Bolivie. Il a été introduit au début des années 1990 par la coopération internationale japonaise JICA. Un volontaire de cette organisation, Shogo Sasaki, enseigna à un groupe de maraichers de la zone de Zarcero mené par Juan Jose Paniagua des méthodes d'agriculture biologique. Dans ces méthodes est enseignée la technique traditionnelle japonaise du bokashi aérobique. Cet engrais organique fut rapidement adopté par le petit groupe d'agriculteurs et se propagea rapidement dans toute l'Amérique Latine avec Juan Jose Panigaua, Jairo Restrepo et d'autres formateurs à l'agriculture biologique. Il est alternatif aux engrais chimiques, adapté pour les petites exploitations où les ressources peu onéreuses sont déjà disponibles à la ferme pour sa fabrication.
Le bokashi anaérobique, recette modernisée du bokashi traditionnel, semble avoir été développé au Japon en parallèle au développement des EM.

## Historique
À l'origine, c'est un engrais organique biologique traditionnel du Japon composé des déchets et résidus organiques de la ferme. Il se compose de fourrage de colza, de farine de poisson, de fumier de poule et d'autres matières organiques disponibles dans les petites exploitations et composté à l'air brièvement pour un précompostage améliorant ses propriétés agronomiques et le rendant moins attractif pour les parasites (mouches, rongeurs...). Il contient une diversité d'éléments nutritifs et d'énergie carbonée rapidement disponible pour les plantes et les sols. 

### Inspiration agricole
Dans les années 1960, l'agriculture naturelle coréenne moderne se développe grâce au Dr Cho Han Kyu. Cette agriculture holistique, axée sur les sols vivants, utilisant moins d'eau et moins d'engrais, tire parti des micro-organismes indigènes pour produire des sols fertiles produisant des rendements élevés sans utiliser d’herbicides ni de pesticides.

### Outil fondamental de l'agriculture biologique du Japon
Dans les années 1970, l'agriculture japonaise constate que l'apport massif d'engrais chimiques minéraux et de pesticides développé durant l'Ère Shōwa crée un appauvrissement de matière organique des sols et une eutrophisation des milieux agricoles par excès de phosphates difficilement disponibles pour être assimilé par les plantes et saturant alors les nappes phréatiques.
L'agriculture biologique japonaise se développe alors par nécessité en utilisant des ressources d'engrais organiques telles que le Bokashi, qui s'associent aux micro-organismes du sol et montrent leur efficacité, et favorisent aussi l’absorption des nutriments par les plantes avec moins d'eau. Pour l'agriculteur biologique japonais, Bokashi signifie alors engrais organique qui adoucit l'efficacité directe.
Ce mouvement d'agriculture naturelle inspiré entre autres par Masanobu Fukuoka se structure. En 1971, naît l'Association Japonaise de Recherche sur l'Agriculture Biologique (日本有機農業研究会). Son rôle est de fédérer les agriculteurs impliqués dans une même démarche et d'incuber ceux désireux de se convertir aux techniques de l'agriculture biologique, avec entre autres la fabrication du compost Bokashi. L'agriculture biologique japonaise se base sur trois principes techniques fondamentaux dont le premier nommé Tsuchi-Dukuri est le travail du sol enrichi avec le compost Bokashi.
Cette agriculture biologique japonaise développe le modèle Teikei, un partenariat organisé par les producteurs avec les consommateurs. Le premier esprit nommé Yuki est d'observer et de travailler avec le dynamisme de la nature auquel plus tard s'ajoute la notion de relation humaine biologique basée sur le rétablissement de la confiance entre producteurs agricoles et consommateurs urbains souhaitant ensemble garantir une agriculture naturelle de qualité et de sécurité. L'objectif pour le producteur est de produire son compost Bokashi et ses légumes en priorité en autosuffisance pour sa propre famille puis de fournir le surplus aux consommateurs citadins.

### Adaptation et développement
Développé et adapté dans certaines régions du monde durant la fin du XXe et début du XXIe, il se développe particulièrement en Amérique du Sud où le compostage agricole Bokashi fait l'objet d'études et de procédés d'adaptation,.

## Utilité
Il améliore les propriétés biologiques, physiques et chimiques du sol de culture. Il est aussi utilisé dans les petites fermes boliviennes, situées au-dessus de 3 850 m d’altitude, sujettes particulièrement aux gelés et permet de réduire l'impact sur les cultures. Au Guatemala, nommé Bocashi, il est utilisé aussi pour améliorer la rétention d'eau durant la saison sèche très marquée.

## Intérêt

### Agronomique
Il permet de conserver, par la pré-digestion anaérobie, un maximum d'éléments fertilisants de type azote en particulier sans risque d'évaporation ou lessivage.

### Technique et financier
Durant sa fabrication, il ne produit pas de gaz toxique ni de mauvaises odeurs. Il limite les intrants et permet un coût réduit en recyclant les déchets organiques et minéraux des petites fermes agropastorales, en ne nécessitant ni stockage, ni transport. Il est fabriqué durant une courte période, de 12 à 24 jours selon le climat, et utilisable dès la première phase de fermentation effectuée.

## Initiatives et utilisations dans le monde

### Belgique
En région Wallonie, proche de la ville de Tournai, une expérience de production de Bokashi anaérobique agricole est menée en 2019 dans une exploitation agricole bio d'élevage et production de fromage de chèvre, en partenariat avec le parc naturel des Plaines de l’Escaut. Cette expérience permet d'utiliser les résidus organiques de l'élevage de type fumier de chèvre et le résidu issu de la fabrication du fromage, ferment naturel de type lactosérum inutilisé.